# Sydney International 2022
Die Sydney International 2022 im Badminton fanden vom 5. bis zum 9. Oktober 2022 in Sydney statt. 

## Sieger und Platzierte
| Disziplin    | Gold                         | Silber                         | Bronze                           |
| ------------ | ---------------------------- | ------------------------------ | -------------------------------- |
| Herreneinzel | Lin Chun-yi                  | Joel Koh Jia Wei               | Chen Chi-ting                    |
| Herreneinzel | Lin Chun-yi                  | Joel Koh Jia Wei               | Jason Ho-Shue                    |
| Dameneinzel  | Sung Shuo-yun                | Chen Su-yu                     | Chiu Pin-chian                   |
| Dameneinzel  | Sung Shuo-yun                | Chen Su-yu                     | Wong Ling Ching                  |
| Herrendoppel | Lee Fang-chih Lee Fang-jen   | Adam Dong Nyl Yakura           | Chang Ko-chi Po Li-wei           |
| Herrendoppel | Lee Fang-chih Lee Fang-jen   | Adam Dong Nyl Yakura           | Kenneth Choo Andika Ramadiansyah |
| Damendoppel  | Sung Shuo-yun Yu Chien-hui   | Chang Ching-hui Yang Ching-tun | Chiu Pin-chian Jiang Yi-hua      |
| Damendoppel  | Sung Shuo-yun Yu Chien-hui   | Chang Ching-hui Yang Ching-tun | Peng Li-ting Tung Ciou-tong      |
| Mixed        | Chen Xin-yuan Yang Ching-tun | Po Li-wei Chang Ching-hui      | Chang Ko-chi Lee Chih-chen       |
| Mixed        | Chen Xin-yuan Yang Ching-tun | Po Li-wei Chang Ching-hui      | Chen Hui-heng Wang Szu-min       |